# Milton Wynants

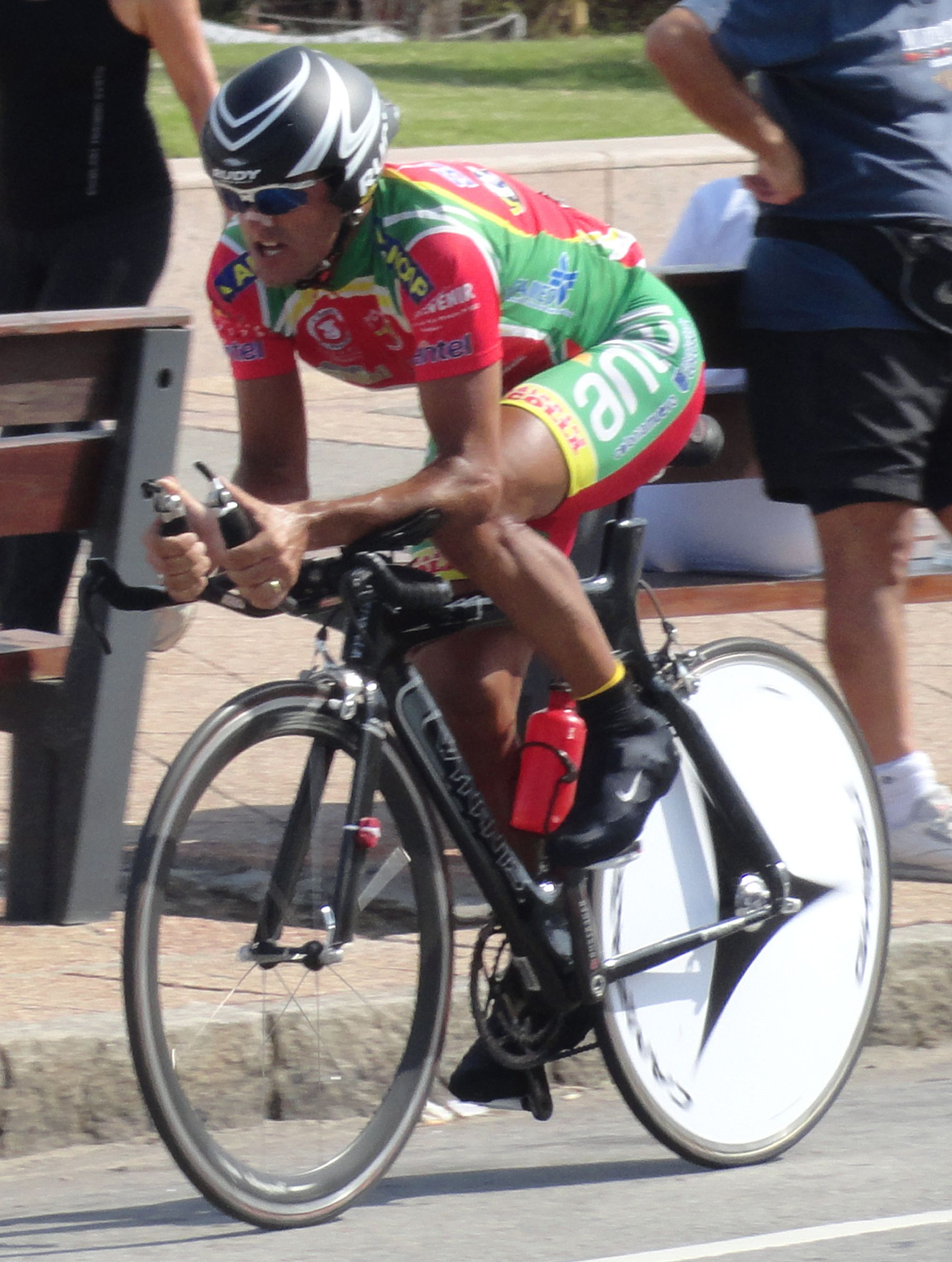
Milton Wynants bei der Vuelta Ciclista del Uruguay 2013

Milton Ariel Wynants Reyes (* 29. März 1972 in Paysandú) ist ein uruguayischer Bahn- und Straßenradrennfahrer.
Milton Wynants holte bei den Südamerikaspielen 1994 im Punktefahren die Silbermedaille. 1995 in Mar del Plata vertrat er sein Heimatland bei den Panamerikanischen Spielen und gewann die Silbermedaille im Punktefahren. 1996 nahm Wynants an den Olympischen Spielen in Atlanta teil und gewann im selben Jahr die Gesamtwertung der Vuelta Ciclista del Uruguay. 1998 wurde er Gesamtsieger bei der Rutas de América. In jenem Jahr stand er dabei in Diensten des Club Ciclista Alas Rojas de Santa Lucía. Im selben Jahr gehörte er dem uruguayischen Team bei den in Cuenca ausgerichteten Südamerikaspielen 1998 an. Bei den Panamerikanischen Spielen 1999 holte er die Bronzemedaille im Punktefahren. Auf der Bahn gewann Milton Wynants bei den Olympischen Sommerspielen 2000 in Sydney die Silbermedaille im Punktefahren. Bei den Südamerikaspielen 2002 in Brasilien sicherte er sich im Straßenrennen Silber und auf der Bahn zudem eine Bronzemedaille.
In der Saison 2003 gewann Wynants eine Etappe bei der Vuelta del Uruguay und holte sich die beiden Goldmedaillen im Straßenrennen und dem Punktefahren bei den Panamerikanischen Spielen in Santo Domingo. 2005 war er wieder bei einem Teilstück der Vuelta del Uruguay erfolgreich. Bei der Vuelta al Chana gewann Wynants 2006 drei Etappen und entschied auch die Gesamtwertung für sich. Außerdem gewann er eine Etappe bei den Rutas de America, wo er im nächsten Jahr die Gesamtwertung zum zweiten Mal gewann, dieses Mal in Reihen des Club Atlético Policial. 2007 war er auch wieder bei einem Teilstück der Vuelta del Uruguay erfolgreich. Zudem sicherte er sich bei den Panamerikanischen Spielen 2007 die Bronzemedaille im Punktefahren.
2004 und 2008 gehörte er ebenfalls dem uruguayischen Team bei den Olympischen Spielen an. 2004 sollte er ursprünglich als Fahnenträger Uruguays fungieren, konnte diese Aufgabe jedoch nicht wahrnehmen, da sein Wettbewerb zeitnah zur Eröffnungsfeier terminiert war. Bei den Bahn-Radweltmeisterschaften 2004 in Melbourne wurde er Vizeweltmeister im Punktefahren. 2007 gewann er bei der B-Weltmeisterschaft in Kapstadt die Bronzemedaille im Scratch und Silber im Punktefahren. Bei den Südamerikaspielen 2010 in Medellín gehörte er erneut zur uruguayischen Mannschaft.

## Erfolge – Straße
1996
- Gesamtwertung Vuelta Ciclista del Uruguay

1998
- Gesamtwertung Rutas de América

2003
- eine Etappe Vuelta Ciclista del Uruguay

2005
- eine Etappe Vuelta Ciclista del Uruguay

2007
- Gesamtwertung Rutas de América
- eine Etappe Vuelta Ciclista del Uruguay

## Teams
- 1998 Alas Rojas de Santa Lucía
- 2005 Alas Rojas de Santa Lucía
- 2006 Alas Rojas de Santa Lucía
- 2014 CE Estudiantes El Colla[6]
- 2015 CE Estudiantes El Colla